# Yahoo! Sports
Yahoo! Sports è un sito web di notizie sportive lanciato da Yahoo! l'8 dicembre 1997. Riceve la maggioranza delle sue informazioni da STATS, Inc. Si avvale di numerosi scrittori, e possiede pagine di squadre di quasi tutti gli sport del Nord America. Prima del lancio di Yahoo! Sports, alcuni elementi del sito erano noti come Yahoo! Scoreboard.

## Sport coperti
L'edizione degli Stati Uniti di Yahoo! Sports copre molti sport, tra cui NFL, MLB, NBA, NHL, college football, college basketball, NASCAR, golf, tennis, campionato mondiale di calcio, football americano, pugilato, CFL, ciclismo, IndyCar, Major League Soccer, sport motoristici, olimpiadi, NCAA baseball, NCAA hockey, NCAA pallacanestro femminile, WNBA, Coppa del Mondo di sci alpino, track and field, cricket (UK), pattinaggio di figura, rugby (UK), nuoto, arti marziali miste, e ippica. Yahoo! Sports in precedenza si occupava anche delle ora defunte ABL e WUSA.

## Yahoo! Fantasy Sports
Yahoo! Sports, la piattaforma fantasy più importante, è l'esclusivo fornitore di giochi di fantasia del Rotoworld della NBC Sports, il primo sito di notizie e informazioni di fantasia. Ciò includerà le esperienze fantasy di Yahoo! Sports per calcio, baseball, hockey, calcio, College Bowl Pick'em e Tourney Pick'em.